# Brusné
Brusné település Csehországban, Kroměříži járásban. Brusné Chomýž, Holešov, Rusava, Slavkov pod Hostýnem, Bystřice pod Hostýnem és Lukoveček településekkel határos. Lakosainak száma 383 fő (2024. január 1.).

## Népesség
A település lakosságának változását az alábbi diagram mutatja:
| Lakosok száma | 285  | 386  | 355  | 449  | 410  | 357  | 365  | 371  | 330  | 383  |
|               | 1869 | 1900 | 1921 | 1961 | 1980 | 2011 | 2016 | 2019 | 2021 | 2024 |